# 戸野村
戸野村（とのむら）は、広島県豊田郡にあった村。現在の東広島市の一部にあたる。村内は山地が多く、棚田が多かった。

## 地理
- 河川：戸野川[1]

## 歴史
- 1889年（明治22年）4月1日、町村制の施行により、豊田郡戸野村、宇山村、造賀村が合併して村制施行し、戸野村が発足[1][2]。旧村名を継承した、戸野、宇山、造賀の3大字を編成[1]。
- 1950年（昭和25年）6月10日、大字造賀を賀茂郡造賀村に編入[1][2]。戸野、宇山の2大字となる[1]。
- 1955年（昭和30年）3月31日、豊田郡河内町、豊田村（一部、大字小田の一部）と合併し、河内町が存続して廃止された[1][2]。

### 地名の由来
合併村の中で大村の戸野村の村名を踏襲。

## 産業
- 農業、葉煙草、蔬菜類、養蚕[1]

## 教育
- 1910年（明治43年）下戸野実習補習学校開校[1]。